# NCEH1
NCEH1 (англ. Neutral cholesterol ester hydrolase 1) – білок, який кодується однойменним геном, розташованим у людей на короткому плечі 3-ї хромосоми.  Довжина поліпептидного ланцюга білка становить 408 амінокислот, а молекулярна маса — 45 808.
| 10         |  | 20         |  | 30         |  | 40         |  | 50         |
| ---------- |  | ---------- |  | ---------- |  | ---------- |  | ---------- |
| MRSSCVLLTA |  | LVALAAYYVY |  | IPLPGSVSDP |  | WKLMLLDATF |  | RGAQQVSNLI |
| HYLGLSHHLL |  | ALNFIIVSFG |  | KKSAWSSAQV |  | KVTDTDFDGV |  | EVRVFEGPPK |
| PEEPLKRSVV |  | YIHGGGWALA |  | SAKIRYYDEL |  | CTAMAEELNA |  | VIVSIEYRLV |
| PKVYFPEQIH |  | DVVRATKYFL |  | KPEVLQKYMV |  | DPGRICISGD |  | SAGGNLAAAL |
| GQQFTQDASL |  | KNKLKLQALI |  | YPVLQALDFN |  | TPSYQQNVNT |  | PILPRYVMVK |
| YWVDYFKGNY |  | DFVQAMIVNN |  | HTSLDVEEAA |  | AVRARLNWTS |  | LLPASFTKNY |
| KPVVQTTGNA |  | RIVQELPQLL |  | DARSAPLIAD |  | QAVLQLLPKT |  | YILTCEHDVL |
| RDDGIMYAKR |  | LESAGVEVTL |  | DHFEDGFHGC |  | MIFTSWPTNF |  | SVGIRTRNSY |
| IKWLDQNL   |  |            |  |            |  |            |  |            |

A: Аланін

C: Цистеїн

D: Аспарагінова кислота

E: Глутамінова кислота

F: Фенілаланін

G: Гліцин

H: Гістидин

I: Ізолейцин

K: Лізин

L: Лейцин

M: Метіонін

N: Аспарагін

P: Пролін

Q: Глутамін

R: Аргінін

S: Серин

T: Треонін

V: Валін

W: Триптофан

Кодований геном білок за функцією належить до гідролаз. 
Задіяний у таких біологічних процесах як метаболізм ліпідів, деградація ліпідів, поліморфізм, альтернативний сплайсинг. 
Локалізований у мембрані, ендоплазматичному ретикулумі, мікросомах.